# Rachel Honderich
Rachel Honderich, née le 21 avril 1996 à Toronto, est une joueuse de badminton canadienne.

## Carrière
Elle remporte aux Championnats panaméricains de badminton la médaille d'or en simple dames en 2017, la médaille d'or en double dames en 2018 et 2019, la médaille d'or en double mixte en 2017, la médaille d'or en équipe mixte en 2014 et la médaille d'argent en simple dames en 2014 et 2018.
Aux Jeux panaméricains de 2015 à Toronto, elle est médaillée d'argent en simple dames et médaillée de bronze en double dames.
Elle est médaillée d'argent du simple dames et médaillée d'or du double dames aux Jeux panaméricains de 2019 à Lima.